# Armando Valsani
Armando Valsani (São Paulo, 2 de maio de 1967) é um tenor lírico brasileiro.

## Biografia e Carreira
Filho de Nair Lugó Queiroga Valsani e Antonio Guido Valsani (Nino Valsani) sempre recebeu muito incentivo da família para que se tornasse um cantor lírico.
O pai Nino Valsani também tenor foi um dos grandes nomes da música italiana e da ópera no Brasil e Armando então teve uma infância sempre ligada a música tendo como  grandes ídolos o próprio pai Nino além de Luciano Pavarotti e Jussi Björling.
Iniciou sua carreira aos 12 anos de idade lançado pelo Maestro Augustinho Záccaro no programa Italianíssimo na televisão Bandeirantes.
Em 1982 com 15 anos venceu o concurso "A Grande Chance" no programa Boa Noite Brasil de Flávio Cavalcanti. A partir deste ano passou a fazer shows por todo o país consolidando sua carreira.
Em 1986 assina seu primeiro contrato com uma gravadora , a Paulinas Comep e lança o LP "Ave Marias" onde interpreta Gounod , Schubert , Arcadelt entre outros . com arranjos do Maestro Eduardo Assad , este álbum foi lançado também em K7 e posteriormente em CD. Na mesma gravadora ainda lançou diversos trabalhos interpretando Salmos e Oratórios.
Em 1991 Armando era  estudante da faculdade de filosofia letras e ciências humanas da Universidade de São Paulo e participou do concurso "Projeto Nascente USP e Editora Abril" onde venceu como melhor cantor lírico e recebeu o prêmio  das mãos do maestro Camargo Guarnieri.
Aperfeiçoou seus estudos de canto com a Soprano italiana Antonietta Pastori e realizou inúmeros concertos sob a regência dos maestros Júlio Medaglia , Jamil Maluf , Diogo Pacheco , Aylton Escobar , Gilberto Tinetti entre outros .
Participou das novelas "O rei do gado" da Rede Globo e "Água na boca" da Bandeirantes cantando e atuando em diversos capítulos.
Nos anos de 2017 e 2018 participou de um projeto juntamente com o ministério da cultura e o Instituto sociocultural Hospital de câncer de Barretos lançando dois álbuns onde interpreta canções e árias de óperas ao lado dos Tenores Rubens Medina e Marcello Vannucci acompanhados pela orquestra sinfônica do estado de São Paulo . 
Em 2020 durante a pandemia mundial , é convidado pelo Maestro Renato Misiuk para participar de um projeto de incentivo de doações ao hospital filantrópico Boldrini de câncer e doenças do sangue . Juntamente com mais sete tenores e comandados por  Agnaldo Rayol , gravam a música Hallelujah unindo então suas vozes para fortalecer a solidariedade em uma experiência inédita.
É integrante dos três tenores brasileiros desde sua formação até os dias atuais. participando das maiores festas da colônia italiana por todo o país acompanhados pela banda Felice Itália com comando do maestro Feliciano Motta.
*A Bella e os Tenores e A Bella Itália*
Em 2017 Armando Valsani, a soprano Giovanna Maira e o tenor Jorge Durian unem-se e iniciam uma turnê em vários palcos pelo Brasil. Nascia "A Bella e os Tenores" com imediato sucesso.
No mesmo ano é lançado o álbum "Hallelujah" com produção de Alex Gill (ex polegar) onde o trio interpreta árias sacras e canções natalinas.
A partir daí iniciam o projeto de um programa de televisão que pudesse trazer  para o público grandes musicais ao vivo.
Em abril de 2018 estreia "A Bella Itália " pela Rede Vida de televisão para todo o Brasil , um programa semanal de variedades , músicas italianas , árias de óperas , culinária , convidados e curiosidades.

## Discografia - Álbuns
CD’s
- Ave Marias, 1987  (Paulinas COMEP)[7]
- Itália con il cuore, Armando e Nino Valsani, 1991 (Movieplay)[1][2]
- Non ti scordar di me, 1996 (Movie Play)[8]
- Os imigrantes, 1999  (Movie Play)
- Itália, ti amo 2001 (Movie Play)
- Libertà, Maestro Zaccaro 2001 (Independente)
- Misericórdia infinita com Walmir Alencar , 2002 (Paulinas Comep)
- 20 Super Sucessos - Armando e Nino Valsani, 2006 (Polydisc)
- Emozione, três tenores e banda Felice Itália, 2009  (Independente)
- Nessun Dorma, 2017 (Mundial Ópera)
- Hallelujah, Armando Valsani, Giovanna Maira & Jorge Durian, 2018 (Mundial Ópera) [5][6]

Oratórios
- Natividade, oratório de Natal, 1998 (Paulinas Comep)
- Gaivota o voo da vida, 1999 (Paulinas Comep)
- Pai eterno, 1999 (Paulinas Comep)
- Aliança, 2000 (Paulinas Comep)

DVD
- The 2 tenors of Brasil, Armando Valsani and Jorge Durian,  2017 (Mundial Ópera)
- A Bella Itália in concert , com Jorge Durian / Giovanna Maira / Armando Valsani ; 2019 (Mundial Ópera)